# أبراج المارينا (بيروت)
مشروع أبراج المارينا أو أبراج الواجهة البحرية عبارة عن مجمع سكني في وسط بيروت، لبنان. تقع بالقرب من مارينا بيروت وتتكون من برج سكني شاهق (برج المارينا) ومبنيين سكنيين متوسطي الارتفاع، مارينا كورت ومارينا جاردن. صمم المشروع شركة المهندسين المعماريين الشهيرة كوهن بيدرسن فوكس، على مساحة تزيد عن 7000 متر مربع ويبلغ ارتفاع البرج الرئيسي 150 متراً، ليصبح ثاني أطول مبنى في لبنان.
يقع مشروع أبراج المارينا على البحر المتوسط. ويتكون من ثلاث منشآت مختلفة، برج المارينا، مارينا جاردن ومارينا كورت؛ على مساحة أكثر من 2000 متر مربع من الأراضي.

## برج المارينا
يقع اتجاه برج المارينا على محور نصف قطر الميناء، لتأكيد ارتباطه الحيوي مع المارينا الغربية لبيروت.
وقد اُستخدمّ الشكل الهلالي في تصميم البناء لدمج الأشكال الطبيعية لعمارة الواجهات البحرية ولتزويد كل شقة بإطلالات بانورامية رائعة على البحر والجبال ومنتزه وسط بيروت التجاري والمرسى. هذا وتتألف هندسة المبنى ذات الطبيعة التأملية والمصطفة بشكل براق من 26 طابقاً ترتفع إلى 150 متراً فوق مستوى سطح البحر.
والبناء بأكمله مبني من الحجارة والزجاج مع مجموعة من جدران الستائر المصنوعة من الألمونيوم وتزجيج مزدوج شفاف يمتد حتى القمة.
كما يتيح لقاطنيه ممن يملكون قوارب استخدام زلاقة عائمة قريبة تمكنهم من الوصول إلى البحر.

## المارينا جاردن
يقع مبنى المارينا جاردن بجوار برج المارينا مباشرةً، وهو مكان يوفر اختيار وحدات سكنية أصغر تحيط بها أكثر من 3000 متر مربع من الحدائق.

## المارينا كورت
يتيح هذا المبنى المُكمل للبرج والحديقة، لسطحه الخارجي، مساحات معيارية أصغر وأكثر قابلية للتكيف بحيث تسمح بتمدد مُمكن عبر بناء مزيداً من الشقق.
تحتوي كل شقة على أسقف بارتفاع 3.4 متر (11 قدماً) وجدران زجاجية وإدارة عصرية للمساحات، تهدف إلى تحقيق أقصى استفادة من كل متر مربع.

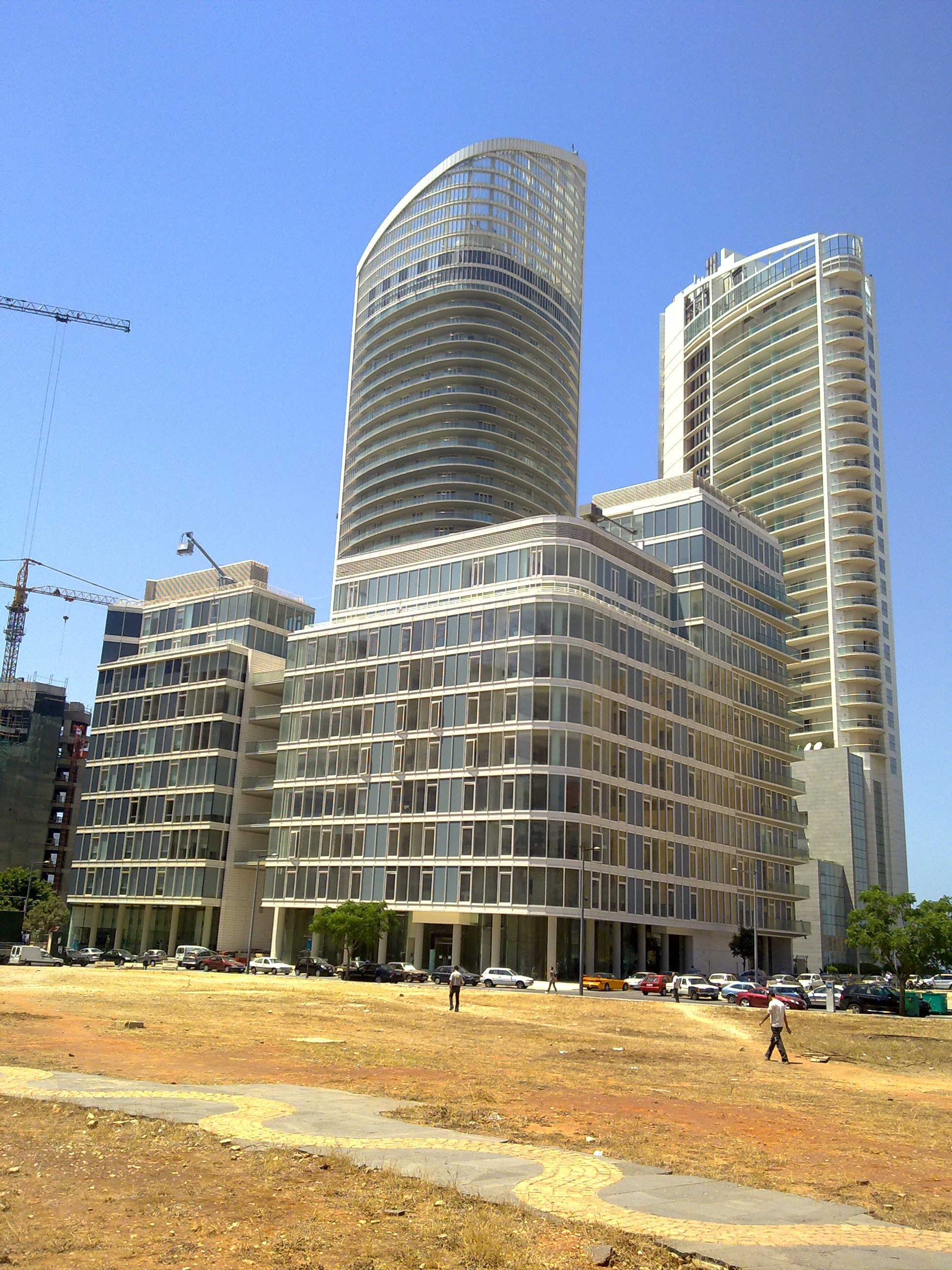
أبراج المارينا

## وصلات خارجية
- Marina Towers on Emporis
- Marina Tower on Phorio